# Five Nations 1920
Die Ausgabe 1920 des jährlich ausgetragenen Rugby-Union-Turniers Five Nations (seit 2000 Six Nations) fand vom 1. Januar bis zum 3. April statt. Turniersieger wurden gemeinsam Wales, Schottland und England, die je drei Spiele gewannen und eines verloren (die Punktedifferenz spielte nach dem damaligen Turniermodus keine Rolle). Wegen des Ersten Weltkriegs konnte das Turnier zuvor fünf Jahre lang nicht durchgeführt werden.

## Teilnehmer
| Land       | Stadion                              | Stadt             | Kapitän                                        |
| ---------- | ------------------------------------ | ----------------- | ---------------------------------------------- |
| England    | Twickenham Stadium                   | London            | John Greenwood                                 |
| Frankreich | Parc des Princes / Stade de Colombes | Paris / Colombes  | Philippe Struxiano                             |
| Irland     | Lansdowne Road                       | Dublin            | Dickie Lloyd / George Doherty / Thomas Wallace |
| Schottland | Inverleith                           | Edinburgh         | Alexander Angus / Charlie Usher                |
| Wales      | Cardiff Arms Park / St Helen’s       | Cardiff / Swansea | Harry Uzzell                                   |

## Tabelle
|    | Land       | Spiele | Siege | Unent. | Ndlg. | Spiel- punkte | Diff. | Tabellen- punkte |
| -- | ---------- | ------ | ----- | ------ | ----- | ------------- | ----- | ---------------- |
| 1. | Wales      | 4      | 3     | 0      | 1     | 58:23         | + 35  | 6                |
| 1. | Schottland | 4      | 3     | 0      | 1     | 37:18         | + 19  | 6                |
| 1. | England    | 4      | 3     | 0      | 1     | 40:37         | + 3   | 6                |
| 4. | Frankreich | 4      | 1     | 0      | 3     | 23:26         | − 3   | 2                |
| 5. | Irland     | 4      | 0     | 0      | 4     | 22:76         | − 54  | 0                |

## Ergebnisse
| 1. Januar 1920 | Frankreich | 0 : 5   | Schottland                        | Parc des Princes, Paris Zuschauer: 25.000 Schiedsrichter: Frank Potter-Irwin (England) |
| 1. Januar 1920 |            | Bericht | Versuche: Crole Erhöhungen: Laing | Parc des Princes, Paris Zuschauer: 25.000 Schiedsrichter: Frank Potter-Irwin (England) |

| 17. Januar 1920 | Wales                                                                        | 19 : 5        | England                       | St Helen’s, Swansea Zuschauer: 40.000 Schiedsrichter: J. T. Tulloch (Schottland) |
| 17. Januar 1920 | Versuche: Powell Shea Erhöhungen: Shea Straftritte: Shea Dropgoals: Shea (2) | (3:5) Bericht | Versuche: Day Erhöhungen: Day | St Helen’s, Swansea Zuschauer: 40.000 Schiedsrichter: J. T. Tulloch (Schottland) |

| 31. Januar 1920 | England                                                       | 8 : 3         | Frankreich       | Twickenham Stadium, London Zuschauer: 40.000 Schiedsrichter: William Robertson (Schottland) |
| 31. Januar 1920 | Versuche: Davies Erhöhungen: Greenwood Straftritte: Greenwood | (3:3) Bericht | Versuche: Crabos | Twickenham Stadium, London Zuschauer: 40.000 Schiedsrichter: William Robertson (Schottland) |

| 7. Februar 1920 | Schottland                               | 9 : 5         | Wales                                 | Inverleith, Edinburgh Schiedsrichter: Samuel Crawford (Irland) |
| 7. Februar 1920 | Versuche: Sloan Straftritte: Kennedy (2) | (0:5) Bericht | Versuche: Jenkins Erhöhungen: Jenkins | Inverleith, Edinburgh Schiedsrichter: Samuel Crawford (Irland) |

| 14. Februar 1920 | Irland                                                       | 11 : 14       | England                                                      | Lansdowne Road, Dublin Schiedsrichter: William Robertson (Schottland) |
| 14. Februar 1920 | Versuche: Dickson Lloyd Erhöhungen: Lloyd Straftritte: Lloyd | (3:0) Bericht | Versuche: Lowe Mellish Myers Wakefield Erhöhungen: Greenwood | Lansdowne Road, Dublin Schiedsrichter: William Robertson (Schottland) |

| 17. Februar 1920 | Frankreich                               | 5 : 6   | Wales                     | Stade de Colombes, Colombes Zuschauer: 30.000 Schiedsrichter: W. S. D. Craven (England) |
| 17. Februar 1920 | Versuche: Jauréguy Erhöhungen: Struxiano | Bericht | Versuche: Powell Williams | Stade de Colombes, Colombes Zuschauer: 30.000 Schiedsrichter: W. S. D. Craven (England) |

| 28. Februar 1920 | Schottland                                                                      | 19 : 0         | Irland | Inverleith, Edinburgh Schiedsrichter: James Baxter (England) |
| 28. Februar 1920 | Versuche: Angus Browning Crole (2) Erhöhungen: Kennedy (2) Straftritte: Kennedy | (13:0) Bericht |        | Inverleith, Edinburgh Schiedsrichter: James Baxter (England) |

| 13. März 1920 | Wales                                                                                               | 28 : 4         | Irland               | Cardiff Arms Park, Cardiff Zuschauer: 35.000 Schiedsrichter: Frank Potter-Irwin (England) |
| 13. März 1920 | Versuche: Jenkins Parker Whitfield Williams (3) Erhöhungen: Jenkins (2) Wetter Straftritte: Jenkins | (17:0) Bericht | Dropgoals: McFarland | Cardiff Arms Park, Cardiff Zuschauer: 35.000 Schiedsrichter: Frank Potter-Irwin (England) |

| 20. März 1920 | England                                                 | 13 : 4         | Schottland                | Twickenham Stadium, London Zuschauer: 40.000 Schiedsrichter: T. D. Schofield (Wales) |
| 20. März 1920 | Versuche: Harris Kershaw Lowe Erhöhungen: Greenwood (2) | (10:4) Bericht | Dropgoals: Bruce-Lockhart | Twickenham Stadium, London Zuschauer: 40.000 Schiedsrichter: T. D. Schofield (Wales) |

| 3. April 1920 | Irland                           | 7 : 15        | Frankreich                                       | Lansdowne Road, Dublin Zuschauer: 40.000 Schiedsrichter: Jim Tennent (Schottland) |
| 3. April 1920 | Versuche: Price Dropgoals: Lloyd | (0:9) Bericht | Versuche: Gayraud-Hirigoyen Got (2) Jauréguy (2) | Lansdowne Road, Dublin Zuschauer: 40.000 Schiedsrichter: Jim Tennent (Schottland) |